# Bicyclus cottrelli
Bicyclus cottrelli är en fjärilsart som beskrevs av Van Son 1952. Bicyclus cottrelli ingår i släktet Bicyclus och familjen praktfjärilar. Inga underarter finns listade i Catalogue of Life.